# Dự án trồng mới 5 triệu ha rừng
Dự án trồng mới 5 triệu ha rừng hay dự án 661 là một chương trình kinh tế - xã hội - sinh thái trọng điểm của Nhà nước Việt Nam theo đó sẽ trồng mới 5 triệu hecta rừng và bảo vệ diện tích rừng hiện có trong thời kỳ từ năm 1998 đến năm 2010 nhằm nâng cao độ che phủ của rừng Việt Nam lên mức 43% vào năm 2010. Dự án được Quốc hội Việt Nam phê chuẩn bằng Nghị quyết số 08/1997/QH10 và được Thủ tướng Chính phủ Việt Nam chỉ đạo thực hiện bằng Quyết định số 661/QĐ - TT ngày 29/7/1998. Dự án, vì thế, hay được gọi tắt là Dự án 661. Dự án này cũng từng bị chỉ trích là lãng phí, thất thoát tiền bạc của nhân dân.

## Khái quát
Dự án được Chính phủ Việt Nam giao cho Bộ Nông nghiệp và Phát triển Nông thôn (Việt Nam) làm chủ dự án.
Dự án bao gồm 2 hợp phần chính:
- Bảo vệ rừng hiện có và trồng mới 2 triệu hecta rừng đặc dụng, phòng hộ.
- Sử dụng hợp lý rừng hiện có và trồng mới 3 triệu hecta rừng sản xuất.

Dự án được xây dựng và triển khai nhằm:
- Góp phần đảm bảo an ninh môi trường, giảm nhẹ thiên tai, tăng khả năng sinh thủy, bảo tồn nguồn gen và tính đa dạng sinh học.
- Tạo thêm nhiều việc làm cho người lao động, góp phần xóa đói, giảm nghèo, định canh, định cư, tăng thu nhập cho dân cư sống ở nông thôn miền núi, ổn định chính trị, xã hội, quốc phòng, an ninh, nhất là ở vùng biên giới.
- Đưa lâm nghiệp trở thành một ngành kinh tế quan trọng, góp phần phát triển kinh tế - xã hội miền núi.

Dự án được triển khai qua ba giai đoạn:
- Giai đoạn 1998-2000: trồng mới 70 vạn hecta;
- Giai đoạn 2001-2005: trồng mới 1,3 triệu hecta, khoanh nuôi tái sinh kết hợp trồng bổ sung 65 vạn hecta;
- Giai đoạn 2006-2010: trồng mới 2 triệu hecta.

Tổng vốn đầu tư dự kiến là 31.650 tỷ đồng.

## Thành quả
So với Chương trình 327 vốn được coi là tiền thân của Dự án trồng mới 5 triệu ha rừng thì dự án này tuy có nhiều tồn tại, khuyết điểm nhưng được đánh giá là có những thành tích đáng ghi nhận. Việt Nam cũng được đánh giá là rất cố gắng trong công tác trồng rừng và là một trong 10 nước có diện tích rừng trồng lớn nhất thế giới. Đây là một bước tiến quan trọng vì những năm trước khi có dự án thì độ che phủ của rừng ở Việt Nam luôn có xu hướng đi xuống.

## Những tồn tại
Sau khi hoàn thành giai đoạn thứ hai, có ý kiến cho rằng Bộ Nông nghiệp và Phát triển Nông thôn đã không có sự bố trí hợp lý, kết hợp với các biện pháp lâm sinh phù hợp từng loại rừng trồng. Dự án được tiến hành ở vùng trung du là chính, trong khi vùng núi cao là nơi dân cư có điều kiện kinh tế xã hội khó khăn hơn thì dự án ít được tiến hành hơn. Diện tích rừng trồng mới tuy có tăng, nhưng không bằng kế hoạch và chất lượng lại thấp. Thêm vào đó, việc phân bổ kinh phí dự án có nhiều sai phạm, đặc biệt là chi sau nội dung đầu tư. Bản thân các định mức chi tiêu áp dụng cho dự án do Chính phủ đặt ra cũng có những điểm không hợp lý. Số tiền vốn được Kiểm toán Nhà nước kết luận là sử dụng lãng phí, thất thoát lên tới 31 tỷ đồng.
Theo báo cáo của Bộ trưởng Bộ Nông nghiệp và Phát triển Nông thôn trình bày trước Quốc hội ngày 23/11/2006 thì sau gần 9 năm thực hiện (1998-2005), cả nước mới chỉ trồng thêm hơn 1,4 triệu ha rừng, so với mục tiêu đề ra chỉ đạt khoảng 28,5% trong khi đó đã mất hết ¾ thời gian vì vậy có nhiều ý kiến cho rằng dự án sẽ không thể hoàn thành chỉ tiêu đề ra như Quốc hội đã thông qua và có nhiều vấn đề đặt ra trong đó nặng nề nhất là một số địa phương đã chỉ còn cái tên trên giấy. Có đại biểu Quốc hội khi chất vấn đã đánh giá dự án là Vứt tiền vào vũ trụ